# Le Supplice des aveux

Le Supplice des aveux (titre original en anglais : The Rack) est un film américain réalisé par Arnold Laven, sorti en 1956.

## Synopsis
Le capitaine Edward W. Hall Jr. a survécu à deux années en tant que prisonnier de guerre durant la guerre de Corée, et retourne chez lui à San Francisco, alors que son frère Pete est mort durant la guerre.

## Fiche technique
- Titre original : The Rack
- Titre français : Le Supplice des aveux
- Réalisation : Arnold Laven
- Scénario : Stewart Stern et Rod Serling
- Photographie : Paul Vogel
- Montage : Harold F. Kress et Marshall Neilan Jr.
- Direction artistique : Merrill Pye et Cedric Gibbons
- Décors de plateau : Fred M. MacLean et Edwin B. Willis
- Musique : Adolph Deutsch
- Producteur : Arthur M. Loew Jr.
- Société de production : Metro-Goldwyn-Mayer
- Pays d'origine : États-Unis
- Format : Noir et blanc - 1,66:1 - Mono
- Genre : Drame, guerre
- Durée : 100 minutes
- Date de sortie : 2 novembre 1956

## Distribution
- Paul Newman : Capt. Edward W. Hall Jr.
- Wendell Corey : Maj. Sam Moulton
- Walter Pidgeon : Col. Edward W. Hall Sr.
- Edmond O'Brien : Lt. Col. Frank Wasnick
- Anne Francis : Aggie Hall
- Lee Marvin : Capt. John R. Miller
- Cloris Leachman : Caroline
- Robert Burton : Col. Ira Hansen
- Robert F. Simon : Officier de loi
- Adam Williams : Sgt. Otto Pahnke
- Fay Roope : Col. Dudley Smith

Acteurs non crédités :
- James Anderson : Skinny
- Charles Evans : un général
- Avon Long : Serveur en chambre à l'hôtel